# Canthyporus alpestris
Canthyporus alpestris är en skalbaggsart som beskrevs av Guignot 1936. Canthyporus alpestris ingår i släktet Canthyporus och familjen dykare. Inga underarter finns listade i Catalogue of Life.